# Wakanda (Plattform)
Wakanda ist eine Open-Source-Entwicklungsplattform zur Erstellung von Rich-Business-Internet-Applications.

## Geschichte
Der französische Hersteller 4D SAS der Entwicklungsumgebung 4th Dimension hat vor einigen Jahren begonnen, ein Werkzeug zu entwickeln, mit dem Internetanwendungen komplett in einer Entwicklungsumgebung realisiert werden können. Denn bisher gibt es kaum Werkzeuge, mit denen Entwickler in einer einzigen integrierten Umgebung Webseiten, Datenbank und Webserver verwalten können. Bei Wakanda kommt dabei ausschließlich die Programmiersprache JavaScript zum Einsatz.

## Entwicklungsumgebung
Wakanda besteht aus hauptsächlich 3 integrierten Bestandteilen:
- Wakanda Studio
- Wakanda Server
- Wakanda Framework